# NGC 7114
NGC 7114 é uma estrela na direção da constelação de Cygnus. O objeto foi descoberto pelo astrônomo Gerhard Lohse em 1885, usando um telescópio refrator com abertura de 15,5 polegadas. 